# Birmingham
| Politik            | Politik                                                               |
| ------------------ | --------------------------------------------------------------------- |
| Oberbürgermeister: | Lord Mayor Chaman Lal                                                 |
| Rat der Stadt:     | Insgesamt 120 Sitze - Labour: 80 - LibDem: 10 - Cons.: 29 - Unabh.: 1 |

Stadtwappen

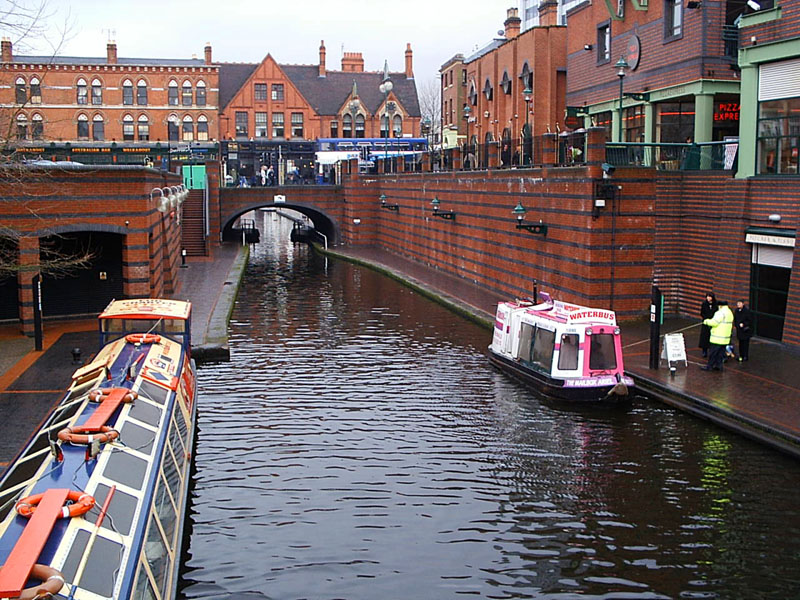
Kanäle im Stadtteil Brindleyplace

Birmingham ([ˈbœːɐ̯mɪŋəm], britisch [ˈbɜːmɪŋəm]) ist nach London die zweitgrößte Stadt des Vereinigten Königreichs. Sie ist das Zentrum der West Midlands und zählt über 1,15 Millionen Einwohner. In ihrem Ballungsraum leben rund 2,9 Millionen Menschen. Birmingham besitzt den Status einer City und ist ein Metropolitan Borough im Metropolitan County West Midlands.

## Übersicht
Die Stadt ist Zentrum der britischen Metallverarbeitung und liegt östlich des „Black Country“ – benannt nach den rauchenden Schloten, die die industrielle Revolution hier konzentrierte. Sie hat sich aber längst – wie andere Städte der Region (Wolverhampton, Dudley oder Coventry) – zu einem modernen Dienstleistungszentrum mit futuristischen Hochhäusern gewandelt. Das Black Country Living Museum, ein Freilichtmuseum in Dudley mit Original-Häusern und Handwerksbetrieben, vermittelt aber einen Eindruck vom früheren Alltag.
Birmingham wird oft Brum genannt (abgeleitet vom alten Namen Brummagem), dessen Einwohner Brummies. Birmingham ist eine der ethnisch vielfältigsten Städte Großbritanniens. Ein großer Teil der Bevölkerung stammt aus der Karibik, vom indischen Subkontinent und aus Irland. Die mit Abstand größte ethnische Minderheit stellen die Britisch-Pakistaner, mit etwa 150.000 Einwohnern, vor allem aus dem von Pakistan kontrollierten Teil Kaschmirs. Birmingham ist die Stadt, in der die meisten Kaschmiris außerhalb Kaschmirs leben. Sie sprechen fast ausschließlich Panjabi als Erstsprache. In der Stadt leben die meisten Rastafaris außerhalb von Jamaika, und hier findet die drittgrößte Parade zum Saint Patrick’s Day statt (nach Dublin und New York). Laut einer Volkszählung im Jahre 2001 gehörten 29,7 % der Bevölkerung ethnischen Minderheiten an, davon 10,6 % aus Pakistan, 6,1 % aus der Karibik und 5,7 % aus Indien.
Millionen von Touristen besuchen Birmingham jedes Jahr, und die Stadt bietet nach dem West End in London die besten Einkaufsmöglichkeiten des Landes. Das einst von riesigen grauen Industrieanlagen geprägte Erscheinungsbild der Stadt wurde in den letzten Jahren merklich aufgefrischt und verschönert.
Birmingham gehört zur Stadtgrafschaft West Midlands. Nachbarstädte sind Solihull und Coventry im Osten sowie die zur Black Country gehörenden Metropolitan Counties Sandwell, Dudley, Walsall und Wolverhampton im Westen und Nordwesten.
Die Stadt ist Sitz des römisch-katholischen Erzbistums Birmingham, dessen Kathedrale die St. Chad’s Cathedral ist.

## Politik

### Stadtrat
- Greens: 2
- Labour: 62
- LibDem: 12
- Cons.: 22
- Unabh.: 3

## Klima
|                       | Jan  | Feb  | Mär  | Apr  | Mai  | Jun  | Jul  | Aug  | Sep  | Okt  | Nov  | Dez  |   |       |
| Mittl. Tagesmax. (°C) | 6,0  | 6,2  | 8,9  | 11,9 | 15,3 | 18,8 | 20,6 | 20,1 | 17,6 | 13,8 | 9,2  | 7,1  | ⌀ | 13    |
| Mittl. Tagesmin. (°C) | 0,3  | 0,1  | 1,5  | 3,3  | 6,0  | 9,2  | 11,1 | 10,8 | 8,8  | 6,2  | 2,9  | 1,3  | ⌀ | 5,2   |
|                       |      |      |      |      |      |      |      |      |      |      |      |      |   |       |
| Niederschlag (mm)     | 56   | 48   | 52   | 48   | 55   | 57   | 47   | 67   | 54   | 53   | 59   | 66   | Σ | 662   |
|                       |      |      |      |      |      |      |      |      |      |      |      |      |   |       |
| Regentage (d)         | 16,7 | 12,8 | 15,9 | 14,1 | 15,2 | 12,6 | 11,7 | 13,5 | 12,4 | 13,4 | 15,5 | 15,7 | Σ | 169,5 |

| 0,3 |

| 0,1 |

| 1,5 |

| 3,3 |

| 6,0 |

| 9,2 |

| 11,1 |

| 10,8 |

| 8,8 |

| 6,2 |

| 2,9 |

| 1,3 |

| 0,3 |

| 0,1 |

| 1,5 |

| 3,3 |

| 6,0 |

| 9,2 |

| 11,1 |

| 10,8 |

| 8,8 |

| 6,2 |

| 2,9 |

| 1,3 |

## Geschichte

### Antike und frühes Mittelalter
Kleine Bauerndörfer existierten bereits während der Bronzezeit in der Region um Birmingham. Zur Zeit des Römischen Reiches (→ Großbritannien in römischer Zeit) führte eine wichtige Straße durch Birmingham und es existierte ein römisches Lager in den heutigen südlichen Vororten. Es wurde auch eine kleine römische Siedlung (vicus) ausgegraben.
Nach dem Rückzug der Römer war die Gegend um Birmingham nur sehr dünn besiedelt, da die schlechte Qualität des Bodens keine produktive Landwirtschaft zuließ. Das heutige Stadtgebiet war zum größten Teil bewaldet.
Der Name Birmingham stammt vom angelsächsischen Beormaham (Dorf der Sippe von Beorma). Beorma war vermutlich ein lokaler Stammesführer. Später wurde daraus Brummagem und schließlich Birmingham. Im Bereich des Stadtteils Digbeth im Stadtzentrum zeigen heute Straßennamen wie Rea Street an, dass eine Siedlung an einer Furt durch den River Rea in diesem Bereich die Keimzelle Birminghams war.

### Mittelalter
Nach der Eroberung Englands durch die Normannen wurde die Gegend ein Lehen der Familie de Birmingham, die dort eine kleine Bauernsiedlung errichten ließ. Im Domesday Book wird Birmingham als relativ unwichtiges Dorf mit einem Wert von nur gerade 20 Shilling erwähnt.
Im Jahre 1154 erhielt der Lehnsherr Peter de Birmingham das Recht, Märkte durchzuführen. Der Markt, der Bull Ring genannt wurde, ermöglichte den Aufstieg von einem winzigen, unbedeutenden Bauerndorf zu einem wohlhabenden Handelszentrum. Bereits um 1300 war Birmingham die drittgrößte Siedlung in der Grafschaft Warwickshire, hinter Coventry und Warwick.
Die Familie de Birmingham kontrollierte die Gegend bis 1527, als der Herzog von Northumberland das Lehen übernahm.
Beim Ausbruch des Englischen Bürgerkriegs 1642 wurde Birmingham zu einem Symbol des puritanischen und parlamentarischen Radikalismus.
Die Ankunft von 400 bewaffneten Männern aus Birmingham war ausschlaggebend dafür, dass Coventry sich im August 1642 weigerte, Karl I. aufzunehmen. Warwickshire wurde zu einer Hochburg des Parlaments.
Der Marsch des Königs und seiner Armee südlich von Shrewsbury in den Tagen vor der Schlacht von Edge Hill im Oktober 1642 stieß auf starken lokalen Widerstand. Truppen unter der Führung von Ruprecht von der Pfalz, Duke of Cumberland und dem Earl of Derby gerieten in Moseley und in King’s Norton (beide sind heute Stadtteile von Birmingham) in Hinterhalte, die Bewohner von Birmingham ihnen gestellt hatten.
Der Gepäcktross des Königs wurde angegriffen; seine persönlichen Besitztümer wurden geplündert und nach Warwick Castle transportiert, während der König im Palast Aston Hall beim Royalisten Sir Thomas Holte wohnte. Die Metallverarbeitung in Birmingham war ebenfalls von Bedeutung: laut einem Bericht stellte die Hauptmühle der Stadt 15.000 Schwerter für parlamentarische Streitkräfte her.
Am 3. April 1643 fand die Battle of Birmingham (auch Battle of Camp Hill genannt) statt. 300 parlamentarische Kämpfer hielten eine Truppe von Royalisten (darunter 1200 Reiter) eine Zeit lang auf und wurden dann überflügelt.

### Beginn der Industrialisierung
Vom 15. Jahrhundert an wurde Birmingham Zentrum zahlreicher metallverarbeitender Betriebe sowie der Waffenherstellung (Schwerter und Gewehre). Die Lage Birminghams im Landesinnern, fernab der Seehandelswege, bedeutete, dass Waren von hoher Qualität produziert werden mussten, um auf dem Exportmarkt überhaupt eine Chance zu haben. Der Name Birmingham war deshalb bald gleichbedeutend mit Qualität.
Der Waffenhandel wurde vor allem durch den englischen Bürgerkrieg angekurbelt. 1642 wurde Birmingham von königlichen Truppen verwüstet. Aus diesem Grund schloss sich die Stadt der Sache der Parlamentarier an und lieferte Waffen an deren Armee. Nicht weniger als 15.000 Schwerter sollen für die Truppen von Oliver Cromwell produziert worden sein.

### Die industrielle Revolution
Die gut ausgebildeten Arbeitskräfte und die Tatsache, dass Birmingham nahe den Kohlefeldern von Warwickshire und Staffordshire lag, hatten zur Folge, dass die Stadt rasch wuchs. Am Ende des 18. Jahrhunderts war Birmingham bereits die größte Stadt von Warwickshire.
Um 1800 herum wurde ein weitverzweigtes Netz von Narrowboat-Kanälen gebaut, die das Wachstum der Stadt weiter begünstigten. In den 1830er Jahren wurden Eisenbahnlinien nach Liverpool, Manchester und London gebaut. Birmingham New Street wurde einer der wichtigsten Bahnhöfe des Landes.

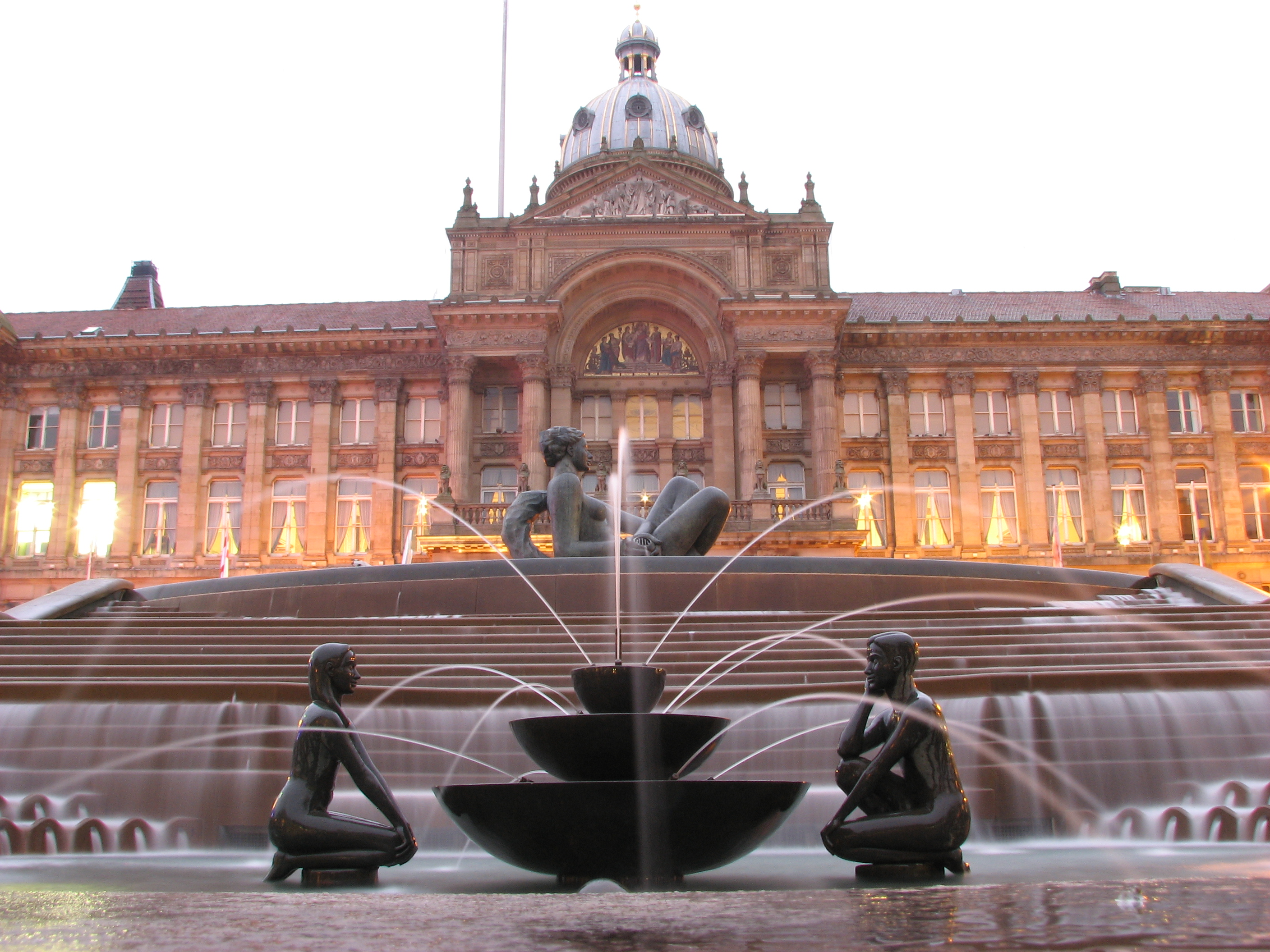
Rathaus von Birmingham (Council House), gebaut 1879, in Victoria Square

Um 1850 war Birmingham bereits die zweitgrößte Stadt des Landes. Sie wurde Standort zahlreicher industrieller Produktionsstätten, wie z. B. der bedeutenden britischen Fahrzeug– und Rüstungsschmiede BSA, und erhielt, der riesigen Bandbreite von Gütern wegen, die hier produziert wurden, bald den Übernamen City of a thousand trades. Allerdings machten die vielen Industrieanlagen die Stadt zu einem grauen, ungesunden und unfreundlichen Ort. 1896 erhielt Birmingham das Stadtrecht. Zwischen 1889 und 1911 wurden die Vorstädte Aston, Edgbaston, Erdington, Handsworth, Kings Norton, Northfield und Yardley eingemeindet.

### 20./21. Jahrhundert

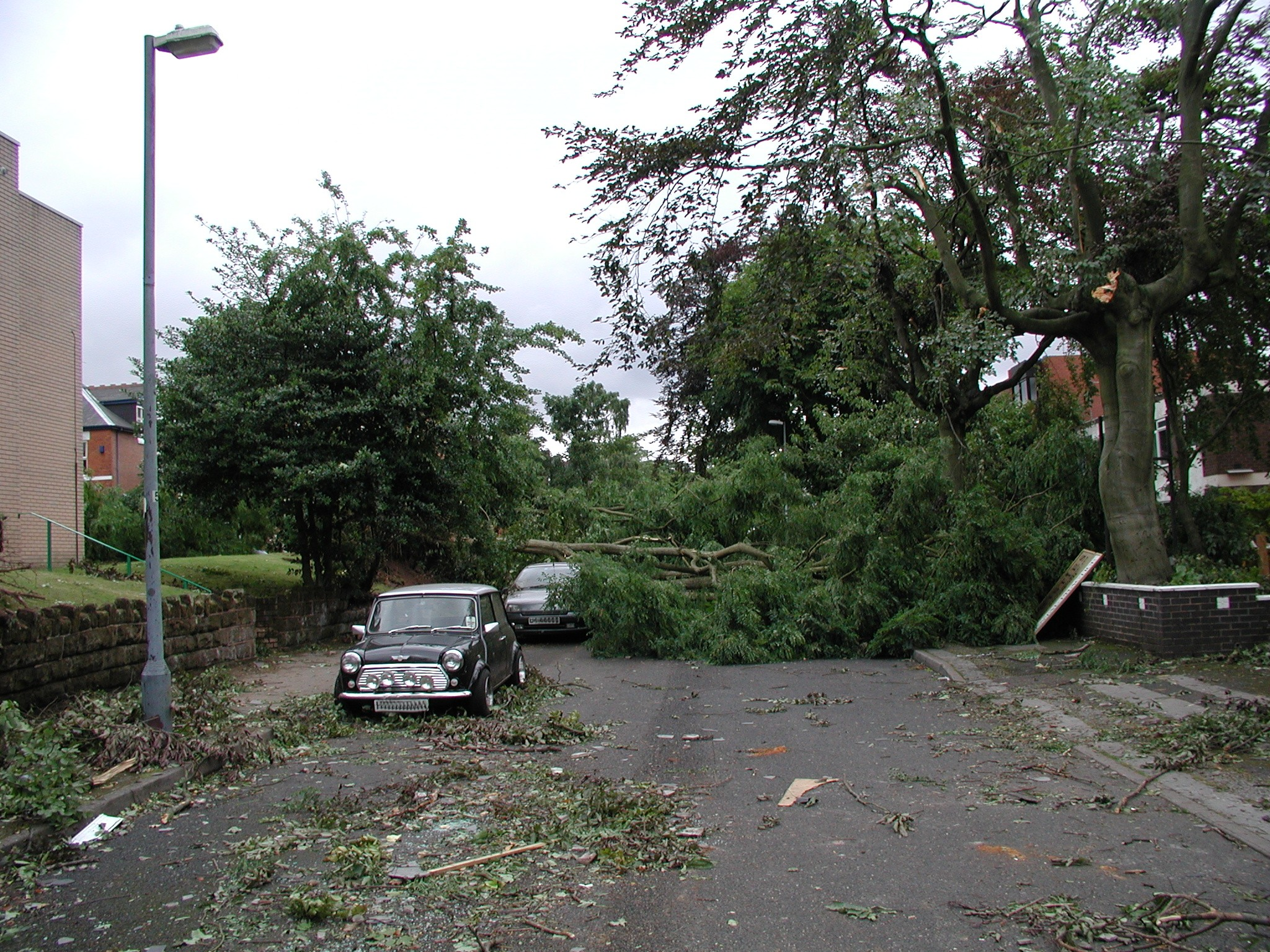
Schäden durch den Tornado, der Birmingham am 28. Juli 2005 traf (Bild in Stadtteil Moseley)

Während des Ersten und Zweiten Weltkriegs wurden in Birmingham zahlreiche Rüstungsgüter hergestellt: Munition, Panzerfederungen, Stahlhelme und Minen. Auch Jagd- und Bomberflugzeuge wurden gebaut (Hawker Hurricane, Avro Lancaster, Supermarine Spitfire).
Die Stadt erlitt während des Zweiten Weltkriegs große Zerstörungen durch Bombardierungen der deutschen Luftwaffe (Birmingham Blitz). Die Kampfgeschwader 55 und 51 flogen vom 9. August 1940 bis zum 23. April 1943 77 Luftangriffe (davon acht große mit jeweils über 100 Tonnen abgeworfene Bomben). 2241 Zivilisten starben und 6692 wurden verletzt.
Nach Kriegsende wurden viele der heruntergekommenen Arbeiterviertel abgerissen, teils wegen der schlechten Bausubstanz und auch weil einige von ihnen zu Slums geworden waren. Große Teile der Stadt und das Stadtzentrum wurden neu gebaut. Bei einer Kommunalreform im Jahr 1974 wurde die Vorstadt Sutton Coldfield eingemeindet, und Birmingham wurde kreisfreie Stadt.
Ab 1950 setzte eine große Einwanderungswelle ein. Viele Menschen aus den Commonwealth-Staaten zogen nach Birmingham und in die nähere Umgebung. Ab 1980 kam ein zweiter Einwanderungsschub, diesmal von Menschen aus dem Kosovo und aus Somalia. Auseinandersetzungen zwischen Minderheiten und der Polizei führten 1985 zu Rassenunruhen.
Seit den 1970er Jahren wandelt sich Birmingham von einer Industrie- zu einer Dienstleistungsstadt. Sinnbild dieser Stadterneuerung ist unter anderem Brindleyplace. Neben dem Flughafen wurde das National Exhibition Centre gebaut, das größte Messegelände des Landes. Flughafen und Messe liegen in der Nachbarstadt Solihull, nicht in Birmingham. 1998 fand in Birmingham ein G8-Gipfel statt. 1999 fand hier der weltweite IUGG-Kongress statt. Birmingham kandidierte erfolglos als europäische Kulturhauptstadt 2008.
Im September 2023 erklärte Birmingham sich für faktisch bankrott (section 114 notice).
| Jahr | Einwohner |
| ---- | --------- |
| 1550 | 1.500     |
| 1650 | 5.000     |
| 1750 | 24.000    |
| 1800 | 80.000    |
| 1900 | 522.800   |
| 1981 | 1.013.431 |
| 2002 | 990.000   |
| 2005 | 1.001.200 |
| 2009 | 1.012.010 |
| 2010 | 1.036.900 |

## Wirtschaft
Zur Zeit der Industriellen Revolution blühten Birmingham und die umliegenden Gebiete auf. In den Fabriken wurden Schwerter, Kanonen, Pistolen, Uhren, Schmuck, Eisenbahnwaggons und Dampfmaschinen hergestellt.
Das Gun Quarter (deutsch „Waffenviertel“) ist ein Viertel von Birmingham, das viele Jahre ein Zentrum der Waffenindustrie der Welt war. Der erste aufgezeichnete Pistolenhersteller in Birmingham war im Jahre 1630, und lokal hergestellte Musketen wurden im englischen Bürgerkrieg verwendet. Es ist ein Industriegebiet im Norden des Stadtzentrums, begrenzt von Steelhouse Lane, Shadwell Street und Loveday Street, spezialisiert auf die Herstellung von militärischen Feuerwaffen und Sportwaffen. Nach dem großen Stadtentwicklungsplan von 2008 ist das Waffenviertel jetzt ein Bezirk innerhalb von Birmingham City Centre. Viele Gebäude in der Gegend sind nicht genutzt, aber es gibt Pläne für eine Sanierung, einschließlich in der Shadwell Street und der Vesey Street.

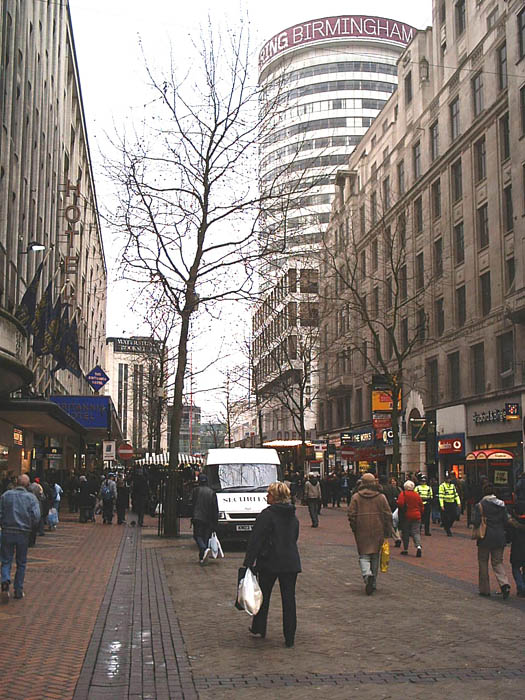
Die zentrale Einkaufsstraße New Street

Obwohl Birmingham über 100 Kilometer vom Meer entfernt liegt, wurden hier sogar Schiffe hergestellt; die vorfabrizierten Einzelteile wurden dann an der Küste zusammengesetzt.
1836 wurde die erste Filiale der Midland Bank eröffnet. Sie war eine der größten Banken des Landes und gehört heute zum HSBC-Konzern. Bis 2003 wurden in der Birmingham Mint, der ältesten unabhängigen Münzprägestätte der Welt, Münzen hergestellt. Birmingham ist ein Zentrum der Bier- und Schokoladenindustrie. Bis zum Konkurs der MG Rover Group im Jahr 2005 wurden im Stadtteil Longbridge Wagen der Marke MG und Rover produziert.
Obwohl die Industrie noch immer eine wichtige Rolle einnimmt, wird ihre einstige Bedeutung vom Dienstleistungssektor langsam aber sicher übertroffen; auch der Finanzsektor und der Tourismus werden immer wichtiger.
Laut einer Studie aus dem Jahr 2014 erwirtschaftet der Großraum Birmingham ein Bruttoinlandsprodukt von 121,1 Milliarden US-Dollar (KKB), womit es das zweitgrößte Wirtschaftszentrum des Landes ist. In der Rangliste der wirtschaftsstärksten Metropolregionen weltweit belegte er damit den 112. Platz. Das BIP pro Kopf betrug 31.571 US-Dollar. Insgesamt sind 1,8 Millionen Personen in dem Metropolraum beschäftigt.

## Infrastruktur

### Behörden
In Birmingham hat die Gambling Commission, eine Behörde zur Regulierung von Glücksspielen und ähnlichen Aktivitäten, ihren Sitz.

### Bildung
Birmingham besitzt vier Universitäten: die University of Birmingham, die Birmingham Newman University, die Aston University und die Birmingham City University (früher University of Central England, davor Birmingham Polytechnic). Die beiden letztgenannten planten eine Fusion, Aston stimmte jedoch letzten Endes dagegen. Das vor 100 Jahren gegründete Birmingham Conservatoire von Birmingham ist eines der renommiertesten Konservatorien des Landes. 2017 wurde die Birmingham School of Acting (früher Birmingham School of Speech Training and Dramatic Art) dem Konservatorium angegliedert.

### Verkehr
Der Hauptbahnhof von Birmingham, New Street, gilt als größter Eisenbahnknotenpunkt Großbritanniens. Züge verkehren in alle wichtigen Städte des Landes. New Street wird von den Eisenbahngesellschaften Transport for Wales/Trafnidiaeth Cymru (Regionalverkehr Richtung Wales), CrossCountry, London Midland (Regionalverkehr, überregionaler Verkehr) und Virgin Trains (Fernverkehr Richtung Norden und Süden, insbesondere London) bedient. Chiltern Railways (Regionalverkehr von London) fährt New Street nicht an, bedient aber unter anderem die nahegelegenen Bahnhöfe Snow Hill und Moor Street.
Die Midland Metro ist eine niederflurige Stadtbahn, die Birmingham mit den Nachbarstädten Wednesbury, West Bromwich und Wolverhampton verbindet. Erweiterungen im Stadtzentrum sind in Bau; weitere sind geplant, auch nach Dudley. Der städtische Busverkehr ist weitgehend dereguliert.
Birmingham ist der Knotenpunkt verschiedener Autobahnen, die die Stadt umschließen. Die jeweiligen Abschnitte sind der Motorway M42 an der Süd- und Ostseite, Motorway M6 an der Nordseite und Motorway M5 an der Westseite. Das Autobahnkreuz Gravelly Hill nordöstlich der Stadt wird wegen seiner Kompliziertheit scherzhaft „Spaghetti Junction“ genannt. Von ihm führt der Motorway A38(M), eine siebenspurige Autobahn ohne Mittelstreifen, stadteinwärts. 2003 wurde mit dem Motorway M6 Toll nördlich der Stadt die erste mautpflichtige Autobahn Großbritanniens eröffnet, die als Umfahrung Birminghams und der umliegenden Agglomeration dient.
Im Osten der Stadt liegt der Flughafen Birmingham International, von dem aus Flüge nach ganz Europa sowie nach New York angeboten werden und der an das Eisenbahnnetz angeschlossen ist.
Zwar liegt Birmingham an keinem großen Fluss, ist jedoch der Knotenpunkt des mittelenglischen Narrowboat-Kanalsystems. Innerhalb der Stadtgrenzen gibt es Kanäle mit einer Gesamtlänge von 60 Kilometern. Es wird oft behauptet, dass Birmingham mehr Kanäle als Venedig besitzt (allerdings ist die Stadtfläche auch um einiges größer). Viele Kanäle waren mit der Zeit unpassierbar geworden, werden jedoch seit den 1980er Jahren wieder instand gesetzt und sind heute beliebte Touristenattraktionen mit zahlreichen Bars und Restaurants.

## Kultur

### Kultur allgemein

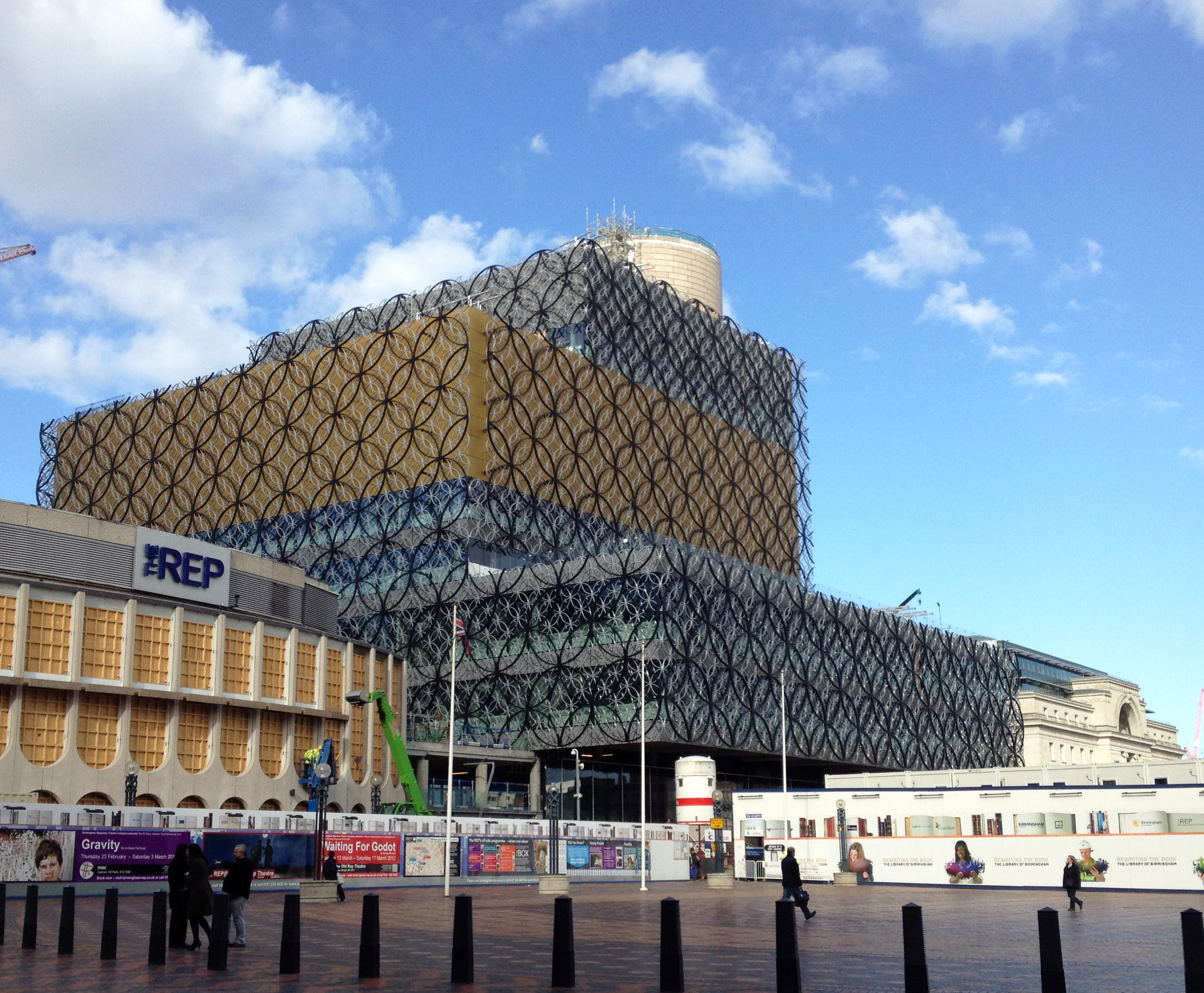
Die öffentliche Bibliothek, 2012

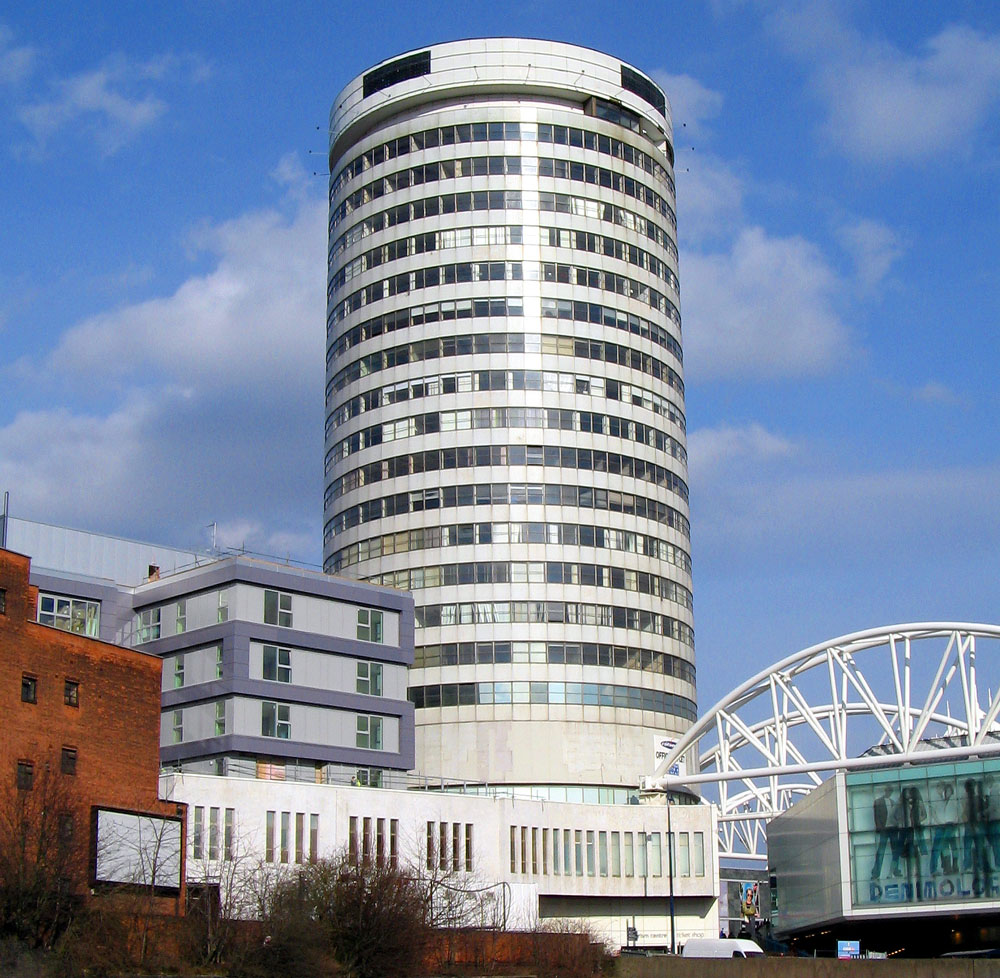
Das Hochhaus Rotunda vor der Renovierung 2006–2007

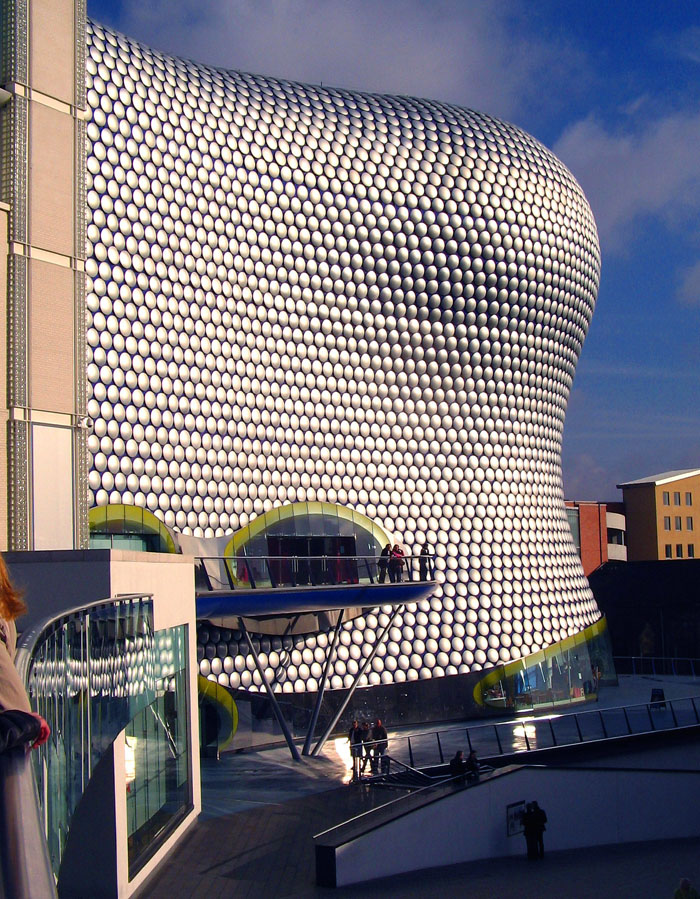
Selfridge-Bau

Birmingham besitzt zahlreiche Theater und Kunstmuseen. Die Stadt übernahm auch eine Pionierrolle in der Graffiti- und Hip-Hop-Kultur. Hier finden zahlreiche kulturelle Großveranstaltungen statt, zum Beispiel die drittgrößte Parade der Welt zum Saint Patrick’s Day (nach Dublin und New York), die Militärshow „Birmingham Tattoo“ oder das Birmingham Film Festival. Seit Ende des 19. Jahrhunderts findet in Birmingham mit der Hundeausstellung Crufts eine der weltweit größten und ältesten Messen dieser Art statt.
Zu Weihnachten findet ein Frankfurter Markt in der Stadtmitte statt. Dort werden v. a. deutsche Gerichte und Frankfurter Spezialitäten verkauft, sowie andere Produkte aus Deutschland wie Kunstwerke, Schmuck und Kleidung.
Die öffentliche Bibliothek Library of Birmingham wurde am 3. September 2013 eröffnet.

### Rock- und Popmusik
In den späten 1960er Jahren entwickelte sich in Birmingham der Heavy Metal mit Bands wie Black Sabbath, Judas Priest, Magnum, The Fortunes, The Move. Auch die Band Napalm Death stammt aus Birmingham.
Die Firma Bradmatic mit Sitz in Birmingham entwickelte und stellte das Mellotron her, einen der ersten brauchbaren Synthesizer, der einen bedeutenden Einfluss auf die Rockmusik jener Zeit ausübte.
In Birmingham begannen zahlreiche Blues- und Progressive-Rock-Bands ihre Karriere, unter anderem The Spencer Davis Group, The Moody Blues, Traffic und Electric Light Orchestra.
Auch diverse bekannte Sänger und Songwriter stammen aus Birmingham oder begannen dort ihre Karriere, darunter Martin Lancelot Barre, Steve Winwood, Carl Palmer (von Emerson, Lake and Palmer), Phil Lynott (von Thin Lizzy), Jeff Lynne, Ozzy Osbourne oder Joan Armatrading.
Nach der Einwanderungswelle aus den Karibikstaaten in den 1970ern wurde die Reggae-Musik immer bedeutender; die bekanntesten Vertreter sind UB40 und Steel Pulse.
In den 1980er Jahren wurden weitere Bands aus Birmingham wie Duran Duran oder Dexys Midnight Runners weltbekannt.
In den 1990er Jahren wurde Birmingham Zentrum des britischen Hip-Hop, des House und des von indischen Elementen beeinflussten Bhangra.
Beliebte Veranstaltungsorte für Pop- und Rockkonzerte sind die NEC Arena und die National Indoor Arena.
In der National Indoor Arena wurde der Eurovision Song Contest 1998 ausgetragen.

### Klassische Musik
Birmingham besitzt zwei bekannte klassische Institutionen, das City of Birmingham Symphony Orchestra (CBSO) und das Birmingham Royal Ballet. Beim CBSO wirkte Simon Rattle als Dirigent und Leiter von 1980 bis 1998, bis er aufgrund der schlechten finanziellen Ausstattung des Orchesters seinen Vertrag nicht mehr verlängern wollte.
Von 1784 bis 1912 fand das Birmingham Triennial Music Festival statt, das damals als das beste Musikfestival Großbritanniens galt. Berühmte Komponisten wie Mendelssohn und Dvořák schrieben eigens für dieses Festival neue Kompositionen.

### Sehenswürdigkeiten
- Anglikanische Kathedrale, barock
- Römisch-katholische Kathedrale, neugotisch
- Oratorianerkirche, neobarock
- St Paul’s Square mit St Paul’s Church
- St Martin in the Bullring, ursprüngliche Pfarrkirche Birminghams, neugotisch
- Birmingham Museum and Art Gallery
- Birmingham Town Hall – Konzert- und Veranstaltungshalle
- St Thomas’ Peace Garden
- Birmingham Botanical Gardens
- The Barber Institute of Fine Arts – Kunstmuseum mit Werken von Van Gogh, Rodin, Picasso und Monet
- New Street Station – einer der größten Bahnhöfe Großbritanniens
- Rotunda – zylinderförmiges Bürohochhaus
- Brindleyplace und Millennium Point – zwei Beispiele einer erfolgreichen Stadtteilsanierung
- Chinese Quarter – im Chinesen-Viertel pulsiert heute das Nachtleben
- National Sealife Centre – riesiges Süß- und Meerwasseraquarium
- Birmingham Wildlife Conservation Park (2,6 ha Fläche; Anfang 2024: 186 Tiere in 85 Arten)
- Birmingham Thinktank – Technik-Museum, darin wird zum Beispiel die älteste noch funktionierende Dampfmaschine gezeigt (Jahrgang 1779, gebaut von James Watt)
- Jewellery Quarter – die größte Häufung von Juweliergeschäften und Schmuckherstellern in Europa – mit dem Museum of the Jewellery Quarter (2022 von gut 1000 Personen besucht[17]), einem Ankerpunkt der Europäischen Route der Industriekultur (ERIH)
- Bullring – neues Einkaufszentrum in der Innenstadt von Birmingham; erbaut, nachdem das alte Bullring 2001 abgerissen worden war
- Selfridge-Kaufhaus – modernes Kaufhaus in geschwungener Form, das vollständig mit 60 Zentimeter großen Aluminiumscheiben verkleidet ist.
- Darul-Barakaat-Moschee, im Stadtteil Bordesley Green
- Hall of Memory am Centenary Square, ein Kriegerdenkmal zum Gedenken an die im Ersten Weltkrieg gefallenen 12.320 Bürger Birminghams
- Das Joseph Sturge Memorial wurde 1862 enthüllt.

### Sport

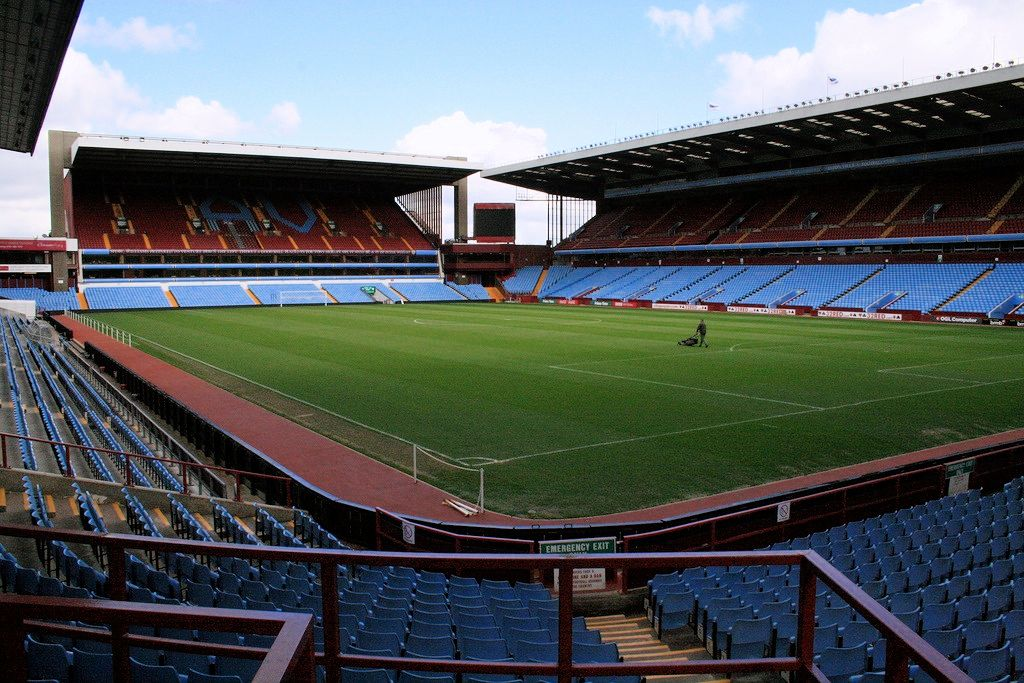
Villa Park

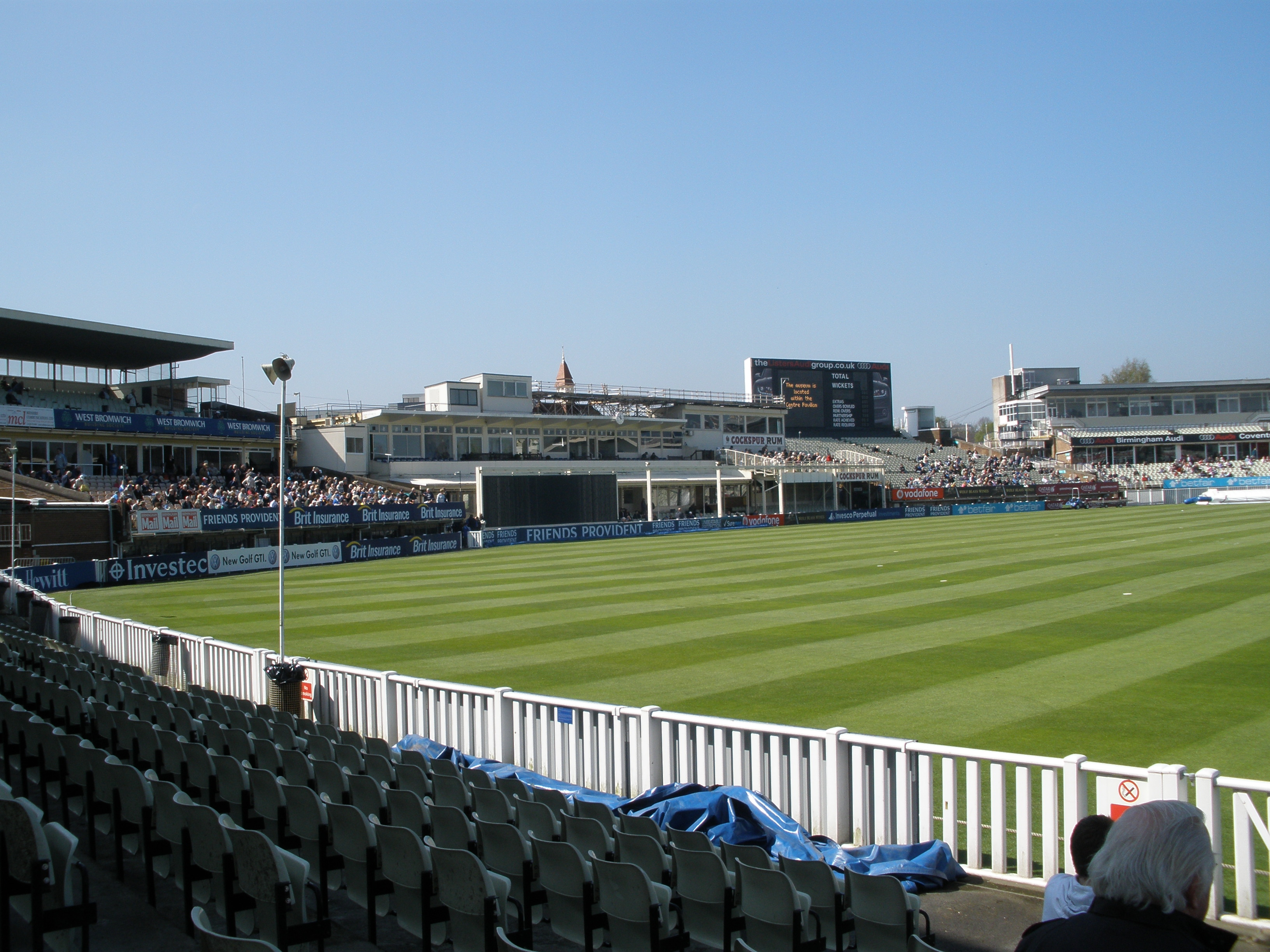
Edgbaston Cricket Ground

In Birmingham spielen zwei der ältesten und renommiertesten Fußballclubs Englands, Aston Villa (gegründet 1874) und Birmingham City (gegründet 1875). Birmingham City ist aktuell nur zweitklassig, Aston Villa schaffte in der Saison 2018/19 wieder den Aufstieg in die Premier League. Die erste professionelle Fußballliga Englands wurde am 22. März 1885 im heutigen Stadtteil Aston gegründet.
Birmingham ist auch ein Zentrum der britischen Leichtathletik. So wurden in der Stadt beispielsweise die 9. Leichtathletik-Junioreneuropameisterschaften, 2003 und 2018 die Hallenweltmeisterschaften ausgerichtet sowie 2007 die Halleneuropameisterschaften. Weitere beliebte Sportarten sind Golf, Rugby, Basketball, Boxen, Cricket, Hockey und Badminton.
Die Birmingham Bulls sind einer der ältesten englischen American-Football-Vereine und vierfacher britischer Meister.
1927 fand in der Camkin's Hall das Finale der ersten Snookerweltmeisterschaft statt. Organisiert wurde sie von Bill Camkin und dem späteren ersten Weltmeister Joe Davis.
Die Birmingham Brummies gehören zu den besten britischen Teams, die in der Speedway Elite League antreten.
Von 1986 bis 1990 fand in Birmingham jährlich der Birmingham Superprix statt, eine Rennsportveranstaltung auf einem dafür abgesperrten Stadtkurs. Der Superprix gehörte zur Internationalen Formel-3000-Meisterschaft, Begleitrennen fanden im Rahmen der British Touring Car Championship und der britischen Formel Ford statt.
Birmingham war Gastgeber der Commonwealth Games 2022 und unter anderem einer der Austragungsorte bei der Fußball-Weltmeisterschaft 1966, der Cricket World Cups 1975, 1979, 1983, 1999 und 2019, sowie der Rugby-Union-Weltmeisterschaft 2015. Im Jahr 1982 wurde als wichtiges Ranglistenturnier im Snooker das Professional Players Tournament ausgetragen.

## Partnerstädte
- Lyon, Frankreich
- Frankfurt am Main, Deutschland
- Leipzig, Deutschland
- Mailand, Italien
- Johannesburg, Südafrika
- Chicago, USA
- Guangzhou, China
- Nanjing, China
- Changchun, China[18]